# Visuele cortex
De visuele cortex, visuele schors, optische schors, cortex visualis of gezichtsschors is het deel van de occipitale kwab (achterhoofdskwab) van de hersenen dat betrokken is bij de visuele waarneming.

## Anatomie
De visuele schors van apen en mensen kan worden onderverdeeld in de area striata (Latijn: striata, "gestreept") en de area extrastriata (Latijn: extra, "buiten"). Het eerste gebied dankt zijn naam aan de opvallende streep van Gennari van merghoudende vezels, die zichtbaar is onder de microscoop. Aangezien de visuele informatie dit schorsveld als eerste van alle gebieden van de cortex cerebri bereikt, staat dit gebied ook bekend als de primaire visuele schors of area V1 (V=visualis/visueel). In de indeling van de cortex cerebri van Korbinian Brodmann, is dit area 17. Het tweede gebied dankt zijn naam aan het feit dat het buiten (extra) de area striata ligt en bevat area 18 en area 19 van Brodmann. 

## Area striata

### Locatie
De area striata ligt aan de achterkant van de grote hersenen aan de mediale zijde in de fissura calcarina. De fissura calcarina is een hersengroeve die van de polus occipitalis (achterhoofdspool) richting het achterste gedeelte van de hersenbalk (splenium corporis callosi) loopt en daar samenvloeit met de diagonaal verlopende sulcus parietoocipitalis. Tot aan deze vereniging (van achter naar voren bezien) spreekt men over de truncus fissurae calcarinae. De fissura calcarina loopt beperkt door over de polus occipitalis over de buitenzijde van de grote hersenen (facies convexa). De area striata ligt daarom voor het grootste gedeelte aan de mediale zijde van de grote hersenen en maar voor een klein gedeelte op de buitenkant.
De area striata loopt voor een deel door in de bovenliggende cuneus (wig) en de onderliggende gyrus lingualis (tongwinding), die beide onderdeel vormen van de occipitale kwab.

### Aanvoerende banen
Vezels uit het corpus geniculatum laterale van de thalamus lopen naar de area striata. Deze baan is bekend onder de naam radiatio optica (gezichtsstraling).

### Ordening

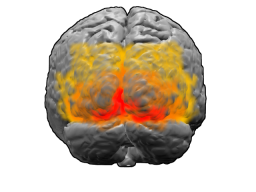
Achteraanzicht occipitale kwab met daarbij in rood de area striata (area V1, area 17) en de area extrastriata (oranje: area 18, geel: area 19)

De helft van de zenuwcellen van de area striata is met de fovea centralis (centrale deel van het netvlies) verbonden, en de overige meer naar binnen gelegen delen zijn met perifere delen van het netvlies verbonden. 

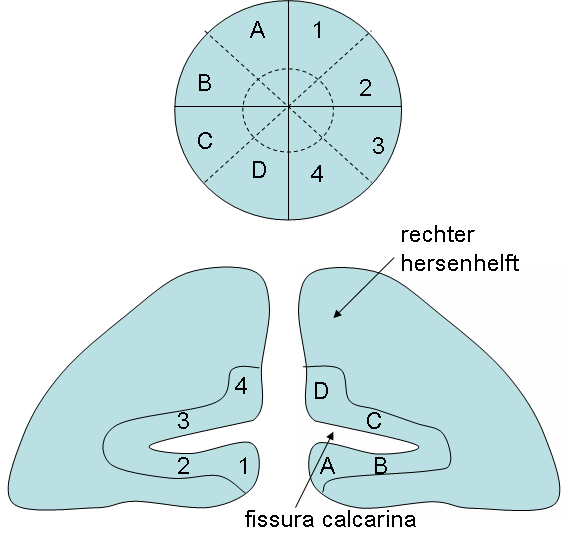
Coronale doorsnede van de occipale kwab. Aangeven is de projectie van een gezichtsveld (boven) naar de primaire visuele schors (omlijnd gebied onderaan)

 De area striata is retinotoop geordend. Dit wil zeggen dat elk deel van het netvlies projecteert naar een specifiek deel van de area striata. Dit betekent in feite dat (bij fixatie van het centrum van het gezichtsveld) het rechter- en linkerdeel van het gezichtsveld respectievelijk naar de linker- en rechterhersenhelft projecteren. Bovendien projecteren onderste en bovenste delen van het gezichtsveld weer naar boven en onder de fissura calcarina.
Horizontale ordening
De area striata bevat zes schorslagen. Lagen 1-3 projecteren naar de gebieden van de area extrastriata en lagen 5 en 6 sturen signalen naar het corpus geniculatum laterale en de colliculi superiores die de oogbewegingen aansturen. Laag 4 ontvangt veel aanvoerende zenuwvezels uit het corpus geniculatum laterale. In laag 4 bestaat verder een onderverdeling in een deellaag (of sublamina) die alleen informatie uit de zogeheten magnocellulaire baan ontvangt (laag IV B), en een deellaag die informatie uit de parvocellulaire baan ontvangt (IV C). Dit onderscheid heeft te maken met twee soorten ganglioncellen die direct achter het netvlies liggen: parvocellen zijn vooral gevoelig voor fijne details en kleur, terwijl magnocellen gevoelig zijn voor algemene contouren en snelle bewegingen. De parvobaan zet zich dan vanuit laag 4 (IV C) voort naar de meer oppervlakkige lagen 2 en 3. De differentiatie tussen parvo- en magnobanen zet zich voort tot in de area extrastriata van de visuele schors, waarbij de parvobaan eindigt in de cortex temporalis inferior, en de magnobaan in o.a. de pariëtale schors. De parvobaan splitst zich daarbij (vanaf area V1) uit in twee deelbanen: het blob- (kleur) en het interblob- (vorm) systeem.
Verticale ordening

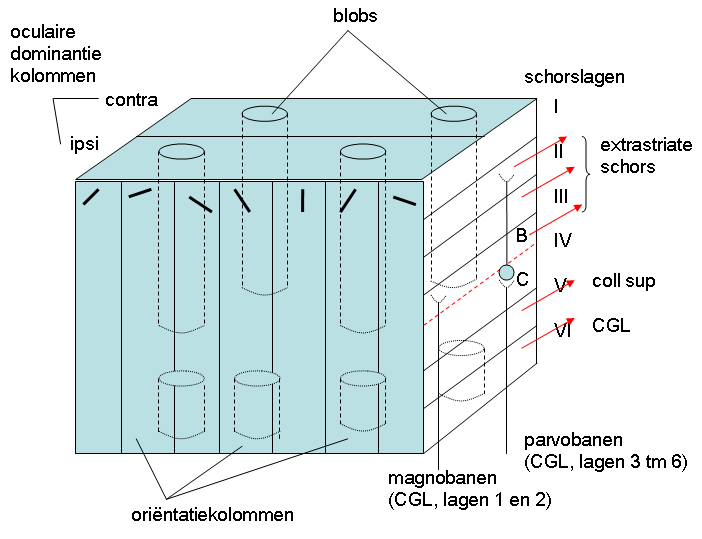
Schematische voorstelling van een visuele module. Rode pijlen rechts geven de belangrijkste verbindingen weer met andere hersengebieden

Veel kennis op dit terrein is ontleend aan het baanbrekende werk van David H. Hubel en Torsten Wiesel. De visuele schors kent ook een verticale ordening met oriëntatie- en oculaire-dominantiekolommen. De oriëntatiekolommen lopen door alle horizontale schorslagen heen. Oculaire-dominantiekolommen zijn er enkel in Laag IV van de primaire visuele schors (area V1). De cellen van de oriëntatiekolommen hebben als eigenschap dat zij gevoelig zijn voor de specifieke oriëntatie van lijnstukken. De cellen van de oculaire-dominantiekolommen ontvangen alternerend input van het netvlies van het contralaterale (andere kant) en ipsilaterale (zelfde kant) oog. Deze kolommen zijn vooral belangrijk voor het dieptezicht. Ten slotte kent de visuele schors nog het onderscheid tussen tussen blob- en interblob-gebieden. Deze bevatten zenuwcellen die respectievelijk gevoelig zijn voor kleur alleen, of voor kleur, vorm en diepte. De horizontale en verticale structuur tezamen wordt ook wel een visuele module genoemd (zie Afbeelding hiernaast). Een visuele module is ongeveer 1 mm² groot en 2 mm diep en herhaalt zich door de hele primaire visuele schors. Cellen in de module verschillen in gevoeligheid voor kleur, groote, oriëntatie, linker- of rechterooginput maar hebben eenzelfde receptief veld.

## Area extrastriata

### Locatie
De area extrastriata is het gebied van de gezichtsschors dat buiten de area striata ligt. Het overige deel van de occipitale kwab wordt ingenomen door de area extrastriata. Naast het overgebleven deel van de gyrus lingualis loopt de area striata over de meer zijdelings verlopende gyrus fusiformis. In tegenstelling tot de area striata, is de area extrastriata duidelijk zichtbaar aan de buitenkant van de grote hersenen op de occipitale kwab.

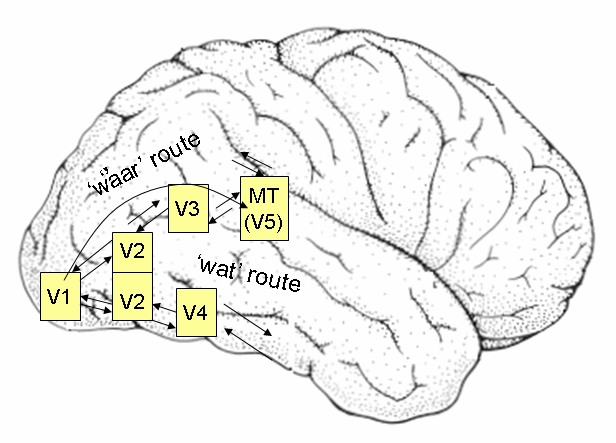
Twee visuele banen in de area extrastriata: de 'waar'-route en de 'wat'-route

### Onderdelen
De area extrastriata bestaat uit meerdere schorsvelden. Korbinian Brodmann onderscheidde zelf de areae 18 et 19. Later werden er echter fijnere onderscheidingen gemaakt naar areae V2, V3, V4 et V5. Area V2 wordt ook weleens area peristriata (rondom de area striata) genoemd. Area V4 ligt op de grens met de temporale kwab en area V5 (ook wel aangeduid als area MT) ligt op de grens met de pariëtale kwab. De neurofysioloog David van Essen heeft veel bijgedragen tot het in kaart brengen van deze gebieden bij de resusaap. De gebieden in de area extrastriata blijken ook te onderscheiden naar de bepaalde prikkelkenmerken waar zij specifiek op reageren.. Zo is bijvoorbeeld area V4 specifiek gevoelig voor kleur en area V5 specifiek gevoelig voor beweging. Er is echter ook overlap in functie: zo zijn zowel area V4 als area V5 gevoelig voor vorm en diepte. De gebieden van de area extrastriata bevatten meervoudige representaties van de visuele buitenwereld en zijn verantwoordelijk voor optische integratie. Zij dragen zorg voor transport van visuele informatie van de primaire schors naar de associatiegebieden van de hersenen. Hierbij kan er een onderscheid worden gemaakt tussen twee hoofdroutes, de dorsale ('rugwaartse') en de ventrale ('buikwaartse') route. De ventrale route loopt van area V1 naar de schorsgebieden in de temporale kwab en is vooral verantwoordelijk voor de waarneming en herkenning van objecten (ook wel de 'wat'-route genoemd). De eerder genoemde parvobaan maakt ook hiervan deel uit. De dorsale route loopt van area V1 naar de schorsgebieden in de pariëtale kwab en is verantwoordelijk voor de waarneming van posities in de ruimte ('waar'-route genoemd). De magnobaan is hiervan onderdeel. Vele banen in de area extrastriata zijn reciproque: zij ontvangen impulsen van dezelfde gebieden waarnaar zij projecteren.

## Receptieve velden
Het receptieve veld (het gebied van het gezichtsveld dat een zenuwcel kan 'waarnemen') van een zenuwcel is relatief klein in de primaire visuele schors (area V1), en neemt geleidelijk in omvang toe naarmate verwerking in hogere stations (areae V2,V3, V4 etc.) plaatsvindt. Zo zijn neuronen in area V1 gevoelig voor waarneming van objecten binnen een zeer klein gezichtsveld (van ongeveer één booggraad of kleiner). Deze cellen gaan dus alleen vuren als binnen dit klein gebied van het gezichtsveld licht valt. In area V4 is het receptieve veld al veel groter (meer dan 3 booggraden) terwijl in de temporale kwab (het eindstation van de ventrale route) het receptieve veld meer dan 30 booggraden kan bedragen. Dit betekent dat cellen in dit gebied zullen vuren als complete grote voorwerpen zich in het gezichtsveld bevinden (bijvoorbeeld een boom op 10 meter afstand).